# Aceroides callida
Aceroides callida är en kräftdjursart. Aceroides callida ingår i släktet Aceroides och familjen Oedicerotidae. Inga underarter finns listade i Catalogue of Life.